# 陸思道
保羅·菲茨派屈克·羅素蒙席（英語：Paul Fitzpatrick Russell，1959年5月2日—），漢名陸思道，是美国出身的天主教會神職人員，自1997年起於聖座（又稱教廷）外交界服務，曾任教廷駐華代辦、聖座駐土耳其大使兼駐土庫曼大使、駐亞塞拜然大使。

## 生平
陸思道於1959年5月2日生於美国麻薩諸塞州格林菲爾德，幼年時隨其母親及兄弟姐妹遷至密歇根州的阿爾皮納，1977年自阿爾皮納高中畢業，之後前往法國留學一年。返美後，陸思道進入麻州波士顿的聖約翰神學院就讀，期間曾至玻利維亞學習西班牙语一年。1987年6月20日，陸思道由時任天主教波士頓總教區總主教伯納德·法蘭西斯·羅歐樞機晉鐸。他在教區供職五年，之後曾短暫擔任羅歐的秘書。
1993年，陸思道進入罗马的宗座傳教士學院就讀，取得教會法碩士學位資格，之後再進入宗座额我略大学就讀，取得教會法博士學位。1997年7月1日，陸思道進入聖座（又稱教廷）的外交部門，在羅馬短暫服務了一陣子，隨後任職於教廷駐衣索比亞大使館三年，期間他同時在當地的神學院任教。繼衣索比亞之後，他還曾在土耳其、瑞士和奈及利亞等地的教廷使館工作。
2008年5月2日，時任教宗本篤十六世任命陸思道為教廷駐華代辦，陸思道於當年6月抵任。在華期間，他積極推動中華民國與聖座的各項合作交流，包含2011年兩國教育部簽訂《高等教育學位採認協定》、2014年教廷御用西斯汀教堂合唱團來華演出、2016年國立故宮博物院舉辦「天國的寶藏－教廷文物特展」等，深化雙邊邦誼，貢獻廣受各界肯定。
2016年3月19日，教宗方濟各將陸思道調任聖座駐土耳其大使兼駐土庫曼大使。當年6月3日，陸思道由蕭恩·巴特利爵·奧馬利樞機晉牧為諾維總教區領銜總主教，共同主持儀式者還有時任天主教底特律總教區總主教艾倫·韋立仁和時任天主教聖安德魯斯暨愛丁堡總教區總主教利奧·庫希利。2018年4月7日起，他再兼任聖座駐亞塞拜然大使一職。